# Ипатинга (микрорегион)

Ипатинга на карте.

Ипатинга (порт. Microrregião de Ipatinga) — микрорегион в Бразилии, входит в штат Минас-Жерайс. Составная часть мезорегиона Вали-ду-Риу-Доси. Население составляет 	526 781	 человек (на 2010 год). Площадь — 	4317,859	 км². Плотность населения — 	122,00	 чел./км².

## Демография
Согласно сведениям, собранным в ходе переписи 2010 г. Национальным институтом географии и статистики (IBGE), население микрорегиона составляет:						
| Полное население                             | Полное население                             | Полное население                             | Полное население                             | 526 781 |
| -------------------------------------------- | -------------------------------------------- | -------------------------------------------- | -------------------------------------------- | ------- |
| в том числе:                                 | Городское население                          | 497 010                                      | Процент городского населения, %              | 94,35   |
|                                              | Сельское население                           | 29 771                                       | Процент сельского населения, %               | 5,65    |
|                                              | Мужское население                            | 256 657                                      | Процент мужского населения, %                | 48,72   |
|                                              | Женское население                            | 270 124                                      | Процент женского населения, %                | 51,28   |
| Плотность населения, чел/км²                 | Плотность населения, чел/км²                 | Плотность населения, чел/км²                 | Плотность населения, чел/км²                 | 122,00  |
| Население микрорегиона в % к населению штата | Население микрорегиона в % к населению штата | Население микрорегиона в % к населению штата | Население микрорегиона в % к населению штата | 2,69    |

## Статистика
- Валовой внутренний продукт на 2003 год составляет 6 496 843 045,00 реалов (данные: Бразильский институт географии и статистики).
- Валовой внутренний продукт на душу населения на 2003 год составляет 13 058,51 реалов (данные: Бразильский институт географии и статистики).
- Индекс развития человеческого потенциала на 2000 год составляет 0,784 (данные: Программа развития ООН).

## Состав микрорегиона
В составе микрорегиона включены следующие муниципалитеты:
1. Антониу-Диас
2. Асусена
3. Белу-Ориенти
4. Коронел-Фабрисиану
5. Ипатинга
6. Жагуарасу
7. Жоанезия
8. Марлиерия
9. Мескита
10. Наки
11. Перикиту
12. Сантана-ду-Параизу
13. Тимотеу